# Joseph Vendryes
Joseph Vendryes (pronunciación en francés: /vɑ̃dʁiɛs/; París, 13 de enero de 1875 - 30 de enero de 1960) fue un lingüista francés.

## Biografía
Alumno de Antoine Meillet, enseñó en la École Pratique des Hautes Études, donde ocupó la cátedra de Lenguas celtas. Fundó la revista Études celtiques y fue miembro de la Academia de Inscripciones y Bellas Letras. También dirigió la editorial clásica Les Belles Lettres.

## Publicaciones
Sus publicaciones principales son:
- Recherches sur l'histoire et les effets de l'intensité initiale en latin, Klincksieck, París, 1902.
- Traité d'accentuation grecque, Klincksieck, París, 1904.
- Grammaire du vieil-irlandais : phonétique - morphologie - syntaxe, Guilmoto, París, 1908.
- Le Langage, introduction linguistique à l'histoire, 1921 (reed. Albin Michel 1968). (ISBN 978-2-226-04744-1)
- (con Antoine Meillet), Traité de grammaire comparée des langues classiques, Honoré Champion, París, 1924. (ISBN 978-2-85203-059-6)
- La poésie galloise des xiie – xiiie siècles dans ses rapports avec la langue, Clarendon Press, Londres, 1930, 31 p.
- La position linguistique du celtique, Humphrey Milford Amen House / Oxford University Press, Londres, 1937, 41 p.
- «La religion des Celtes», en Mana: Introduction à l’histoire des religions, t. II: Les religions de l’Europe ancienne, fasc. 3 : Les religions étrusque et romaine; les religions des Celtes, des Germains et des anciens Slaves, PUF, París, 1948, p. 237-289 (reed. Coop Breizh, Spézet, 1997). (ISBN 978-2-909924-91-5)
- Choix d'études linguistiques et celtiques, Klincksieck, París, 1952.
- Lexique étymologique de l'irlandais ancien, CNRS éditions, Paris, fasc. A-1959; fascículos siguientes continuados por  Édouard Bachellery y Pierre-Yves Lambert.